# 奥卢本加·阿布拉
奥卢本加·阿布拉（英語：Olugbenga Agboola，1985年—）为尼日利亚软件工程师和企业家，是尼日利亚金融科技公司Flutterwave的首席执行官及联合创始人之一。

## 早年生活及职业生涯
阿布拉出生于尼日利亚拉哥斯，后于麻省理工斯隆管理學院获得工商管理碩士学位。在2016年与伊伊诺鲁瓦·阿博耶吉一同创立Flutterwave公司之前，阿布拉曾于PayPal担任应用工程师，并于谷歌公司担任产品管理一职。

## 荣获尼日利亚勋章
2022年，尼日利亚总统穆罕马杜·布哈里向阿布拉颁发尼日利亚勋章，以表彰他对促进技术进步、创新以及经济发展所作出的卓越贡献。与他一同获得该荣誉的获奖者还包括因埃博拉病毒逝世的医生阿梅约·阿达代沃、政治人物阿布巴卡尔·阿卜杜拉希、赞尼特银行创始人吉姆·欧维亚以及慈善家托尼·埃卢梅卢等各界人士。

## 其他荣誉
阿布拉于2020年入选《财富》杂志40位40岁以下精英榜单，后于2021年入选《时代周刊》的一百强榜单。2022年4月，阿布拉获得了《商业内幕》杂志颁发的非洲地区年度科技投资者奖。